# Sarsiella petrosa
Sarsiella petrosa (Synoniem: Eurypylus petrosus) is een mosselkreeftjessoort uit de familie van de Sarsiellidae. De wetenschappelijke naam van de soort is voor het eerst geldig gepubliceerd in 1869 door Brady.